# 엘리자베스 데비키
엘리자베스 데비키(영어: Elizabeth Debicki 엘리자베스 더비키[*], 1990년 8월 24일~)는 오스트레일리아의 배우이다. 《마지막 파티》(2011)로 영화 데뷔를 한 후, 《위대한 개츠비》(2013)에 출연하여 2014년 제3회 AACTA 어워드 여우조연상을 받았다. 시드니 시어터 컴퍼니가 제작한 《하녀들》(2013-14)에 케이트 블란쳇과 이자벨 위페르와 같이 출연하여 제14회 헬프먼상 연극 부문 여우조연상 후보로 선정됐다. 2018년 제71회 칸 영화제 트로페 쇼파르 수상자이기도 하다. 그 외에 《맥베스》(2015), 《맨 프롬 U.N.C.L.E.》(2015), 《가디언즈 오브 갤럭시 VOL. 2》(2017) 등에도 출연했다.

## 어린 시절
프랑스 파리에서 삼남매 중 장녀로 태어났다. 아버지는 폴란드인, 어머니는 아일랜드계 오스트레일리아인으로 두 사람 모두 발레 무용수였다. 5살 때 가족이 오스트레일리아 멜버른으로 이주했다. 여동생과 남동생이 있다.
어린 시절 발레에 관심을 갖게 되었고 연극으로 진로를 바꾸기로 결정할 때까지 무용수로 교육을 받았다. 멜버른 동부 헌팅타워 스쿨 재학 중 연극과 영어에서 학점 만점을 받았으며, 2007년 수석(Dux)으로 졸업했다. 2010년 멜버른 대학교 예술 학부에서 연극 학위를 마쳤다. 2009년 8월 2학년 학생 중 가장 뛰어난 사람에게 주어지는 리처드 프랫 장학금을 수상했다.
신장은 188 cm이다.

## 경력

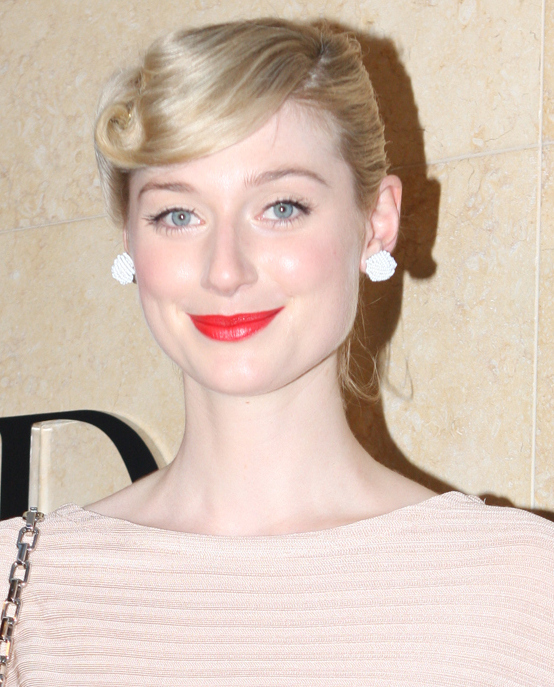
2013년 1월 모습

2011년 영화 《마지막 파티》에 작은 역할로 출연하며 영화계에 데뷔했다. 오디션 릴을 본 배즈 루어먼 감독이 로스앤젤레스에서 열린 오디션 참여를 권했다. 2011년 5월 루어먼 감독은 2013년 개봉 영화 《위대한 개츠비》의 조던 베이커 역에 그녀가 뽑혔다고 발표했다. 2012년 12월 보그 오스트레일리아판 화보 모델이 되었다.
2013년 6월에서 7월까지 시드니 극단이 제작한 장 주네의 연극 《하녀들》에 케이트 블란쳇, 이자벨 위페르와 함께 출연해 마담 역을 연기했다. 이 연극을 통해 시드니 연극상 신인상을 수상했다. 같은 해 13분짜리 단편 영화 《괴델, 인컴플리트》에 출연했으며, 오스트레일리아 드라마 《레이크》 시즌 3에 단역으로 출연했다.
2015년 가이 리치가 연출한 영화 《맨 프롬 U.N.C.L.E.》에서 악역을 연기했으며, 촬영 중에 운전을 배웠다. 또한 저스틴 커젤의 《맥베스》, 발타사르 코르마퀴르의 《에베레스트》에 조연으로 출연했다.
2016년 8시간짜리 오스트레일리아 드라마 《케터링 인시던트》에 주연으로 기용되었다. 같은 해 존 러카레이 원작 미니시리즈 《더 나이트 매니저》에서 조연인 제드 역을 연기했다.
2017년 5월 마블 시네마틱 유니버스 영화 《가디언즈 오브 갤럭시 VOL. 2》에서 소버린 종족의 지도자 아이샤 역을 연기했다. 2023년 후속편 《가디언즈 오브 갤럭시: Volume 3》에도 동일 배역으로 출연하였다.
2018년 2월 넷플릭스를 통해 공개된 영화 《클로버필드 패러독스》에서 미나 젠슨 역으로 출연했다. 이어 HBO 영화 《이야기》에서 G 부인 역을 연기했으며, 평단은 열띤 반응을 보였다. 스티브 매퀸의 《위도우즈》에서 앨리스 역으로 나와 보여준 연기 역시 평단으로부터 격찬을 받았다. 바이올라 데이비스, 리엄 니슨과 같은 쟁쟁한 배우들 사이에서도 존재감을 뚜렷하게 드러내며 인상적인 연기를 펼쳤다는 평가가 있었다.
2020년 크리스토퍼 놀런의 《테넷》에 출연해 남편(케네스 브래나 분)과 사이가 소원해진 캣 역을 연기하였다. 전반적으로 호평이 이어졌으나 한편으로는 《더 나이트 매니저》(2016)에서 보여준 모습과 유사하다는 지적도 있었다.
2022년부터 2023년까지 넷플릭스 시대극 《더 크라운》에 웨일스 공작부인 다이애나 역으로 출연하였다. 이를 통해 골든 글로브상, 미국 배우 조합상, 크리틱스 초이스 텔레비전상 등 유수한 상을 수상하였으며, 프라임타임 에미상 드라마 시리즈 부문 여우조연상 후보에 올랐다.

## 출연 작품

### 영화
| 연도 | 제목                           | 원제                                   | 배역                   | 비고        |
| ---- | ------------------------------ | -------------------------------------- | ---------------------- | ----------- |
| 2011 | 마지막 파티                    | A Few Best Men                         | 모린                   |             |
| 2013 | 위대한 개츠비                  | The Great Gatsby                       | 조던 베이커            |             |
| 2013 | 괴델, 인컴플리트               | Gödel, Incomplete                      | 서리타                 | 단편 영화   |
| 2015 | 맥베스                         | Macbeth                                | 레이디 맥더프          |             |
| 2015 | 맨 프롬 U.N.C.L.E.             | The Man from U.N.C.L.E.                | 빅토리아 빈치구에라    |             |
| 2015 | 에베레스트                     | Everest                                | 캐럴라인 매켄지        |             |
| 2017 | 가디언즈 오브 갤럭시 VOL. 2    | Guardians of the Galaxy Vol. 2         | 아이샤                 |             |
| 2017 | 발레리안: 천 개 행성의 도시    | Valérian et la Cité des mille planètes | 아반 리마이 황제       | 목소리 출연 |
| 2017 | 브레스                         | Breath                                 | 이바                   |             |
| 2017 | 7 프롬 어시리아                | 7 from Etheria                         | 서리타                 | 단편 모음   |
| 2018 | 이야기                         | The Tale                               | 제인 "G 부인" 그래머시 |             |
| 2018 | 클로버필드 패러독스            | The Cloverfield Paradox                | 미나 젠슨              |             |
| 2018 | 피터 래빗                      | Peter Rabbit                           | 몹시 래빗              | 목소리 출연 |
| 2018 | 위도우즈                       | Widows                                 | 앨리스                 |             |
| 2018 | 비타 앤 버지니아               | Vita & Virginia                        | 버지니아 울프          |             |
| 2019 | 더 번트 오렌지 헤러시          | The Burnt Orange Heresy                | 베러니스 홀리스        |             |
| 2020 | 테넷                           | Tenet                                  | 캐서린 "캣" 바턴사토르 |             |
| 2021 | 피터 래빗 2: 파 프롬 가든      | Peter Rabbit 2: The Runaway            | 몹시 래빗              | 목소리 출연 |
| 2023 | 가디언즈 오브 갤럭시: Volume 3 | Guardians of the Galaxy Vol. 3         | 아이샤                 |             |
| 미정 | 맥신                           | MaXXXine                               |                        |             |

### 텔레비전
| 연도    | 제목               | 원제                   | 배역                     | 비고              |
| ------- | ------------------ | ---------------------- | ------------------------ | ----------------- |
| 2014    | 레이크             | Rake                   | 미시                     | 3.3화             |
| 2016    | 더 케터링 인시던트 | The Kettering Incident | 애나 메이시 박사         | 8회분             |
| 2016    | 더 나이트 매니저   | The Night Manager      | 제드 마셜                | 미니시리즈; 6회분 |
| 2022-23 | 더 크라운          | The Crown              | 웨일스 공작부인 다이애나 | 주연; 시즌 5-6    |

### 연극
| 연도    | 작품         | 배역        | 극작가            | 극장                       | 비고 |
| ------- | ------------ | ----------- | ----------------- | -------------------------- | --- |
| 2010    | The Gift     | 클로이      | 조애나 머리스미스 | 멜버른 극단                | 마리아 에이킨 연출, 전세계 시사회, 매슈 디크킨스키의 상대역                                                                   |
| 2013-14 | 하녀들       | 마담        | 장 주네           | 시드니 극단 뉴욕 시티 센터 | 클레르 역의 케이트 블란쳇, 솔랑주 역의 이자벨 위페르와 함께 출연 시드니 연극상 신인상 수상 헬프먼상 연극 부문 여우조연상 후보 |
| 2016    | The Red Barn | 모나 샌더스 | 데이비드 헤어     | 리틀턴 극장                | 조르주 심농의 소설 La Main을 원작으로 하며; 마크 스트롱, 호프 데이비스와 같이 출연                                            |

## 수상 및 후보
| 연도 | 작품             | 시상식                            | 부문                                               | 결과 |
| ---- | ---------------- | --------------------------------- | -------------------------------------------------- | ---- |
| 2014 | 위대한 개츠비    | 제4회 AACTA 어워드                | 여우조연상                                         | 수상 |
| 2014 | 위대한 개츠비    | 제19회 엠파이어상                 | 여자신인배우상                                     | 후보 |
| 2014 | 위대한 개츠비    | 오스트레일리아 영화 비평가 협회   | 여우조연상                                         | 후보 |
| 2014 | 위대한 개츠비    | 오스트레일리아 영화 비평가 조직   | 여우조연상                                         | 후보 |
| 2014 | 하녀들           | 제14회 헬프먼상                   | 연극 부문 여우조연상                               | 후보 |
| 2016 | 더 나이트 매니저 | 제21회 크리틱스 초이스 텔레비전상 | 영화‧미니시리즈 부문 여우조연상                    | 후보 |
| 2018 | 빈칸             | 제71회 칸 영화제                  | 트로페 쇼파르                                      | 수상 |
| 2024 | 더 크라운        | 제81회 골든 글로브상              | 드라마‧미니시리즈‧앤솔러지‧TV 영화 부문 여우조연상 | 수상 |
| 2024 | 더 크라운        | 제29회 크리틱스 초이스 어워즈     | 드라마 부문 여우조연상                             | 수상 |